# بيفروني
بيفيروني هي بلدية في مدينة تورينو الحضرية، في منطقة بيمنتة الإيطالية، وتقع على بعد حوالي 50 ميل (80 كـم) شمال شرق تورينو.
تقع بيفيروني على حدود البلديات التالية: بالازو كانافيزي، زيموني، ماجنانو، ألبيانو ديفري، أزيجليو، وفيفيروني.